# フェニックス (プロレスラー)
フェニックス（Fénix、1990年12月30日 - ）は、メキシコ合衆国の男性プロレスラー。（覆面レスラー）。WWE所属。
メキシコシティ出身。兄はペンタゴン・ジュニアとメキシコのインディー団体であるWMC（Wrestling Martin Calderon）やフュージョン・イチバン（Fusion Ichiban）にて活動しているニーニョ・デ・フエゴ。

## 来歴
2005年4月19日、マスカラ・オリエンタル（Máscara Oriental）のリングネームでプロレスラーデビューを果たし、NWA加盟団体であるNWAメキシコやレスリング・イン・パチューカ（Wrestling In Pachuca）といったインディー団体に参戦。
2011年1月、メキシコのメジャー団体であるAAAと契約を交わし入団。27日、Sin Limiteにてアトミック・ボーイ & エル・ガトと組んでラ・ミリシア（ダーク・ドラゴン & ティグレ・コタ & ティト・サンタナ）と対戦し、デビュー戦を勝利で飾る。AAAデビュー後ラ・ミリシアと抗争を展開しつつ、クレイジー・ボーイが主宰するDTU（Desastre Total Ultraviolento）やEAW（Extreme Air Wrestling）、IWRG（International Wrestling Revolution Group）といったインディー団体に参戦してプロレスの基礎を高めていく。
2012年、ラ・ソシエダドやロス・インフェルノ・ロッカーズといったユニットとの抗争やAAA世界クルーザー級王座への挑戦などでメインイベンターへと昇格。
11月27日、プロレスリングWAVEと合同で行われたReina de Reinas 2012に参戦するため初来日を果たす。男女オカマ混合のミックスドマッチでロリータ & ピンピネーラ・エスカルラタと組んで浜田文子 & バチコ & CIMAと対戦するが敗戦した。
2013年1月26日、ペサディーヤと組んでスペル・クレイジー & リッキー・マルビンが保持するプロレスリング・ノアのGHCジュニアヘビー級タッグ王座に挑戦するが敗戦。
3月17日、Rey de Reyes 2013にて16選手参加の4wayトーナメントに決勝まで進み、ダガ、クレイジー・ボーイ、フベントゥ・ゲレーラと対戦して勝利し、優勝を飾る。初代AAAフュージョン王者となる。
9月22日、ノアに参戦し、石森太二が保持するGHCジュニアヘビー級王座に挑戦。18分20秒、変型レヴォルシオンからのエビ固めの前に沈んだ。
2014年11月28日、ミステシスとロス・レイエス・デル・アイレなるタッグチームを結成してタッグ戦線に進出。12月7日にGuerra De Titanes 2014にてAAA世界タッグ王座を懸けた3wayマッチにロス・ペロス・デル・マール（ジョー・ライダー & ペンタゴン・ジュニア）、王者チームのアンジェリコ & ジャック・エバンスと対戦するがベルトを奪取するに至らなかった。
2016年4月20日、曙太郎中心に旗揚げされた王道の後楽園ホール大会に出場、兄のペンタゴン・ジュニアとシングルマッチで対戦。
2019年から、兄と共にAEWと契約して所属。
AEWでは主にタッグ戦線が活動し兄ペンタとAEW世界タッグ王座、AEW世界トリオ王座を獲得した他、シングルプレイヤーとしてもAEWインターナショナル王座を獲得する等して活躍した。
2025年3月4日、AEWから公式発表が無いまま退団し4月4日WWEへ移籍して登場した。

### WWE(2025〜)
2025年4月、レッスルマニア41にてエル・グランデ・アメリカーノにシングル戦で敗れた。レイ・ミステリオの負傷による代役としての試合であった。

## 得意技

### フィニッシュ・ホールド
スパニッシュ・フライ
応用系が数種あり、リングからコーナー上の相手へ向かって助走をつけて飛び付いて決めるバージョン、エプロンサイドからトップロープへ飛び乗ってからコーナー上の相手の前へ飛び移って決めるバージョンがある。
フェニックス・ドライバー
タイガードライバーと同型技。
ブラック・ファイヤー・ドライバー
相手をキン肉バスターの体勢で担ぎ右側に180°捻って向かい合わせの状態で前傾させながら尻餅をつき、落下させた相手の後頭部や背中を自身の両足の間へ叩きつける。変形みちのくドライバーII。
ファイヤーサンダー・ドライバー
相手をオクラホマ・スタンピードの体勢で右肩に担ぎ上げて上下逆さまの状態で胴体を抱え込みそのまま脳天から落とす変形のパイルドライバー。
フェニックス・プラッシュ
ダイビング・フット・スタンプ

### 打撃技
エルボー
エルボー・スタンプ
エルボー・スマッシュ
バックエルボー
バック・ハンド・チョップ
ナックル・パンチ
クローズライン
ドロップキック
ロー・ドロップキック
スーパーキック
延髄斬り

### 投げ技
スナップ・スープレックス
スーパープレックス
フロート・オーバー・メキシカン・デストロイヤー
正面から相手の左腕を軸に逆上がりするように後方から頭部を両足で挟み込み、一旦着地してから勢いよく相手ごと前方回転して脳天からマットに突き刺す変形カナディアン・デストロイヤー。
メキシカン･デストロイヤー
フェニックスが使用するカナディアン・デストロイヤーの名称。
前屈の状態で相手に向かって自らセカンドロープから飛び上がり反動を利用して決める。その他に、自ら走り込んで決める型や雪崩式で繰り出されることもある。
ジャーマンスープレックス
各種カッター
ジャンピング・カッター
ローリング・サンダー式カッター
自ら助走をして前方回転してからジャンピング・カッターで放つ技。
ハンドスプリング式ダイヤモンドカッター
ロープへと走り込みロープ際で倒立し、その反動を利用して相手の首に飛びつきながら相手の顔面をマットに叩きつける。
ハリケーン・ラナ
ハリケーン・ラナ・ドライバー
相手が膝立ちの状態のときに、ランニング・ハリケーン・ラナの体勢で相手の顔面又は頭をマットに叩きつける。

### 飛び技
トペ・スイシーダ
450°スプラッシュ
ラ・ガラ・デル・フェニックス
ダイビング・ダブル・ニードロップ。
トルニージョ
コークスクリュー・サマーソルト・セントーン

## タイトル歴
AEW

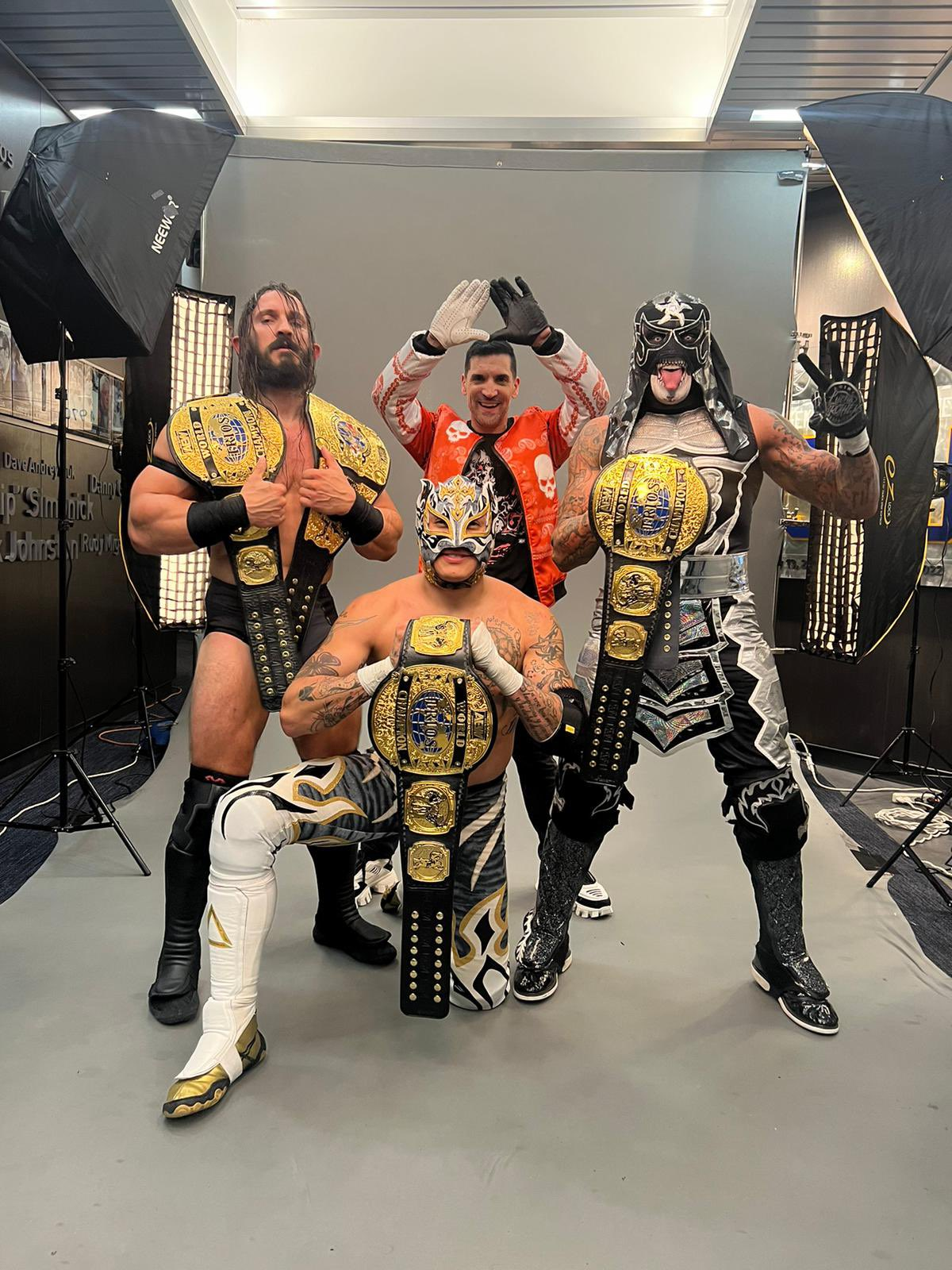
デス・トライアングルAEW世界トリオ王座

- AEWインターナショナル王座 : 1回（第4代）
- AEW世界タッグ王座 : 1回（第5代, w / ペンタ・エル・セロ・ミエド）
- AEW世界トリオ王座 : 1回（第2代, w / PAC&ペンタ・エル・セロ・ミエド）

ROH
ROH世界タッグ王座: 1回（第65代, w / ペンタ・エル・セロ・ミエド） 
インパクト・レスリング
- インパクト世界タッグ王座 : 1回（第49代, w / ペンタゴン・ジュニア）

AAA
- AAAフュージョン王座 : 1回（初代）
- AAAラテンアメリカ王座 : 1回（第12代）
- AAA世界クルーザー級王座 : 1回（第14代）
- AAAメガ王座 : 1回（第17代）

The Crash
- The Crashクルーザー級王座 : 2回

XMW（Xtrem Mexican Wrestling）
- XMWタッグ王座 : 1回（w / ダーク・ドラゴン）

## 参考資料
- 2013.08.29 2013年9月ツアー「Shiny Navig. 2013」9・7ディファ～9・23茅野大会 参加他団体、外国人、フリー選手 発表|NOAH OFFICAL SITE2013年12月閲覧
- 2013.09.06 フェニックス選手公開練習＆会見の模様|NOAH OFFICAL SITE2013年12月閲覧
- Lucha Libre AAA | La Mejor Lucha Libre del Mundo2013年12月閲覧